# Eldis la Rosa
Eldis la Rosa (ur. w 1969) – kubański saksofonista, perkusista i wokalista mieszkający w Wiedniu, koncertujący i nagrywający również z polskimi artystami, członek grupy Karimski Club występujący też z własną formacją Eldis la Rosa Group. W 2009 roku wystąpił na XV Przystanku Woodstock.

## Dyskografia
- 2002 Pan Yapa i magiczna załoga
- 2006 Koncert w Janowcu
- 2007 Karimski Club
- 2009 Herbert
- 2009 Koncert Jubileuszowy 1969 - 2009